# Ron Holloway (Musiker)

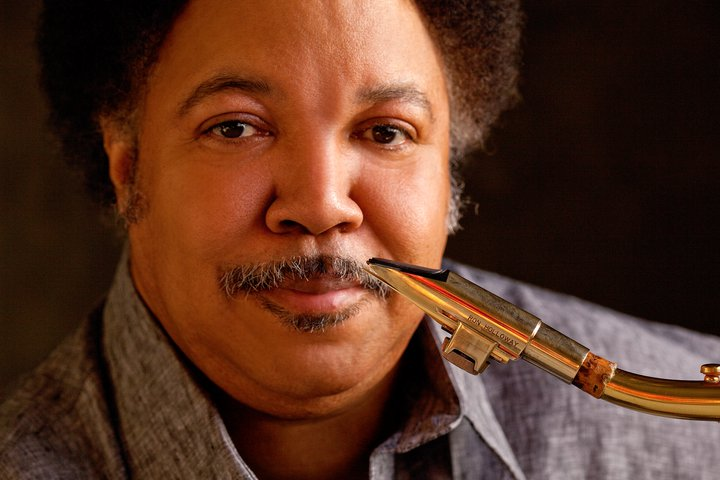
Ron Holloway (2007)

Ronald Edward „Ron“ Holloway (* 24. August 1953 in Washington, D.C.) ist ein amerikanischer Fusion- und Jazzmusiker (Tenorsaxophon). Der Biographical Encyclopedia of Jazz zufolge gilt er als „Hardbopper, der authentischen R&B blasen und eine Ballade mit warmem Blues-Gefühl vortragen kann.“

## Leben und Wirken
Holloway begann in der siebten Klasse mit dem Musikmachen. Schon früh arbeitete er in lokalen R&B- und Funk-Bands und war als Studiomusiker tätig. Bereits früh trat er mit Musikern wie Sonny Rollins und Freddie Hubbard auf. Ab 1979 gehörte er zu Root Boy Slim and the Sex Change Band. Gil Scott-Heron holte ihn 1982 in seine Band, wo er zu seinem Album Moving Target (1982) als Solist beitrug. Er war seit Mitte der 1980er Jahre Mitglied von dessen Band Amnesia Express, mit der er international tourte und das Album Tales of Gil Scott Heron (1990) vorlegte. Seit dem Sommer 1989 gehörte er zur letzten Band von Dizzy Gillespie, mit dem zwei Alben entstanden; im Februar 1992 hörte bedingt durch die anschließende Krankheit Gillespies die Zusammenarbeit mit einem letzten Konzert in Seattle auf. Er gründete dann eine eigene Band, die zunächst lokal wirkte; auf Vermittlung von Sonny Rollins erhielt er einen Plattenvertrag und konnte mehrere Alben mit seiner Band bei Milestone Records veröffentlichen.
Holloway gehörte ab 2005 zur Band von Susan Tedeschi. Er arbeitete dann mit Warren Haynes. Er ist auch auf Alben von Matthias Bätzel und Devon Allman zu hören.
Holloway erhielt zwei Washington Area Music Awards als „Musiker des Jahres“.

## Diskographische Hinweise
- 1994 – Slanted (Fantasy/Milestone)
- 1995 – Struttin (Fantasy/Milestone)
- 1996 – Scorcher (Fantasy/Milestone)
- 1998 – Groove Update (Fantasy/Milestone)
- 2003 – Ron Holloway & Friends Live at Montpellier (JazzMont)